# Bota (The World)
Bota (The World) var en illustrerad albansk tidning med politik, kultur och ekonomi som teman. Den utkom varannan vecka på albanska och engelska. Det första numret utkom 1936 och fram till 1939 med 82 nummer. Tidningen gavs ut av ett albanskt tryckeri i Boston i USA och hade som syfte att bland annat främja kulturella förbindelser mellan albaner och amerikaner.